# Elfriede Jelinek-Forschungszentrum
Das Elfriede Jelinek-Forschungszentrum versteht sich als Informations- und Kommunikationszentrum zum Werk der österreichischen Autorin und Nobelpreisträgerin Elfriede Jelinek und bezweckt dessen Erforschung und Diskussion. Es wurde im November 2004 von der Germanistin Pia Janke unter Mitarbeit von Peter Clar, Ute Huber, Stefanie Kaplan, Christoph Kepplinger und Christian Schenkermayr gegründet.

## Forschungstätigkeit
Auf Grundlage des im Jahr 2004 erstmals veröffentlichten Werkverzeichnis Elfriede Jelinek, das das Schaffen der Autorin in seiner Gesamtheit erfasst, hat sich das Forschungszentrum zur Aufgabe gemacht, Jelineks Arbeiten und deren Rezeption zu dokumentieren, um dadurch eine fundierte wissenschaftliche Auseinandersetzung zu fördern. Durch eine umfangreiche und für Forschungszwecke zugängliche Materialiensammlung und durch regelmäßige Schwerpunktveranstaltungen und Symposien zu Elfriede Jelinek und Themen im weiteren Kontext fungiert das Elfriede Jelinek-Forschungszentrum als international vernetztes Diskussionsforum.

### Sammlung/Archiv
Das Elfriede Jelinek-Forschungszentrum sammelt und archiviert systematisch alle Materialien, die für die wissenschaftliche Beschäftigung mit der Autorin und ihrem Werk von Relevanz sind.
Die Bestände des Archivs – mittlerweile mehr als 9000 Objekte – umfassen Textabdrucke von Jelineks Werken (Lyrik, Kurzprosa, Romane, Theatertexte, Libretti, Essays, Hörspieltyposkripte, Drehbücher, Übersetzungen), Berichte und Rezensionen (zu den Romanen, Theatertexten, Hörspielen, Essays, Drehbüchern, Übersetzungen, Libretti, künstlerischen Bearbeitungen), Programmhefte, Interviews, Porträts und eine Auswahl an wissenschaftlichen Sekundärliteraturwerken.
Weiters werden audiovisuelle Medien (Aufnahmen von Hörspielen, Radiosendungen, Filmen und Fernsehsendungen sowie Mitschnitte von Veranstaltungen), Fotos, Plakate und Noten gesammelt.
Die Archivbestände sind digital erfasst und als Bestandkatalog über die multimediale UNIDAM-Datenbank der Universität Wien abrufbar.

### Blog „JeliNetz“
Das Elfriede Jelinek-Forschungszentrum ermöglicht die Veröffentlichung von Arbeiten, Beiträgen und Statements zu Elfriede Jelinek und ihren Kontexten. Abstracts können im Blog „JeliNetz“ publiziert werden. Es werden Dissertationen, Diplomarbeiten, Berichte zu Aufführungen und Übersetzungen vorgestellt und übersichtliche Basisinformationen zu den Werken Elfriede Jelineks gegeben. Mit Hilfe eines Schlagwortsystems sind Beiträge zu verwandten Themen leicht auffindbar und vergleichbar. Zu besonderen thematischen Schwerpunkten lädt das Elfriede Jelinek-Forschungszentrum im JeliNetz zu Online-Chats, deren Protokolle als Beiträge abrufbar bleiben.

### Jelinek-Schlingensief-Blog
Der Jelinek-Schlingensief-Blog des Elfriede Jelinek-Forschungszentrums befasst sich mit den Zusammenarbeiten und Bezügen zwischen Elfriede Jelinek und Christoph Schlingensief. Zwischen Dezember 2010 und Juni 2011 kamen Theaterleute, Wissenschaftler und Journalisten zu Wort. In Text- und Video-Beiträgen reflektierten sie über Gemeinsamkeiten und Unterschiede zwischen den beiden Künstlern oder berichteten von konkreten Projekten und Aufführungen, an denen Jelinek und Schlingensief beteiligt waren. Neben diesen Beiträgen wurde auch dokumentarisches Material einbezogen, sodass der Blog eine Art Archiv der Bezüge zwischen Jelinek und Schlingensief darstellt.

## Veranstaltungen
Das Elfriede Jelinek-Forschungszentrum veranstaltet regelmäßig Symposien, Diskussionsrunden oder Lesungen, die in ihren Bezügen an Themen aus der Literatur Elfriede Jelineks anknüpfen.

## Wissenschaftlicher Beirat
Dem Beirat des Forschungszentrums gehören folgende Wissenschafter an: Konstanze Fliedl, Monika Meister, Hilde Haider-Pregler, Inge Arteel, Alexandr W. Belobratow, Allyson Fiddler, Yasmin Hoffmann, Gitta Honegger, Brigitte Jirku, Margarete Lamb-Faffelberger, Keiko Nakagome, Katharina Pewny und Luigi Reitani.

## Publikationen
- Janke, Pia und StudentInnen (Hg.): Die Nestbeschmutzerin – Jelinek & Österreich. Salzburg: Jung & Jung 2002.
- Janke, Pia (Hg.): Werkverzeichnis Elfriede Jelinek. Wien: Edition Praesens 2004.
- Janke, Pia (Hg.): Literaturnobelpreis Elfriede Jelinek. (= Diskurse.Kontexte.Impulse, Bd. 1) Wien: Praesens Verlag 2005.
- Kepplinger, Christoph: Ein AutorInnenarchiv als lebendiges Gedächtnis. Das Elfriede Jelinek-Forschungszentrum und seine Grundlagenforschung. In: http://textfeld.ac.at/text/577/, 2005.
- Janke, Pia (Hg.) & Team: Elfriede Jelinek: „ICH WILL KEIN THEATER“. Mediale Überschreitungen. (= Diskurse.Kontexte.Impulse, Bd. 3) Wien: Praesens Verlag 2007.
- Clar, Peter/Schenkermayr, Christian: Theatrale Grenzgänge. Jelineks Theatertexte in Europa. (= Diskurse.Kontexte.Impulse, Bd. 4) Wien: Praesens Verlag 2008.
- Theodorsen, Cathrine/Müller, Sabine (Hg.): Tradition, Politik und Zitat. (= Diskurse.Kontexte.Impulse, Bd. 2) Wien: Praesens Verlag 2009.
- Lücke, Bärbel: www.todsuende.com. Lesarten zu Elfriede Jelineks „Neid“. (= Diskurse.Kontexte.Impulse, Bd. 5) Wien: Praesens Verlag 2009.
- Janke, Pia / Kovacs, Teresa / Schenkermayr, Christian (Hg.): „Die endlose Unschuldigkeit“. Elfriede Jelineks „Rechnitz (Der Würgeengel)“. (= Diskurse.Kontexte.Impulse, Bd. 6) Wien: Praesens Verlag 2010.
- Janke, Pia (Hg.): Jelinek[Jahr]Buch. Elfriede Jelinek-Forschungszentrum 2010. Wien: Praesens Verlag 2010.
- Janke, Pia (Hg.): RITUAL.MACHT.BLASPHEMIE. Kunst und Katholizismus in Österreich seit 1945. (= Diskurse.Kontexte.Impulse, Bd. 7) Wien: Praesens Verlag 2010.
- Janke, Pia (Hg.): Jelinek[Jahr]Buch. Elfriede Jelinek-Forschungszentrum 2011. Wien: Praesens Verlag 2011.
- Janke, Pia / Kovacs, Teresa (Hg.): Der Gesamtkünstler. Christoph Schlingensief. (= Diskurse.Kontexte.Impulse, Bd. 8) Wien: Praesens Verlag 2011.